# Plowmanianthus perforans
Plowmanianthus perforans är en himmelsblomsväxtart som beskrevs av Robert Bruce Faden och C.R.Hardy. Plowmanianthus perforans ingår i släktet Plowmanianthus och familjen himmelsblomsväxter.
Artens utbredningsområde är Peru. Inga underarter finns listade.